# Leptosphaeria dumetorum
Leptosphaeria dumetorum är en svampart som beskrevs av Niessl 1872. Enligt Catalogue of Life ingår Leptosphaeria dumetorum i släktet Leptosphaeria,  och familjen Leptosphaeriaceae, men enligt Dyntaxa är tillhörigheten istället släktet Leptosphaeria,  och familjen Phaeosphaeriaceae. Arten är reproducerande i Sverige. Inga underarter finns listade i Catalogue of Life.